# 瓊·傑特

瓊·傑特（1958年9月22日—），是美国著名藝人，知名搖滾結他手兼主音、作詞家、作曲家、唱片製作人與女演員。她最受人注目就是她的樂隊Joan Jett & the Blackhearts，而她著名的歌曲包括《我愛搖滾樂》、《深紅和三葉草》、《我恨我自己愛上你》、《你想要接觸我嗎》、《日之光》、《愛全圍繞著》和《壞名聲》。當中歌曲《我愛搖滾樂》並曾在1982年3月20日至同年5月1日期間登上告示牌百強單曲榜的榜首。而傑特並有三張專輯擁有RIAA認證，同時她还是一個女權主義者。

## 生平

### 早年生活
瓊·傑特的原名為瓊·瑪麗·拉金（Joan Marie Larkin）於1958年9月22日出生於美國賓夕法尼亞州溫尼伍德的Lankenau醫院。其後她移居到馬里蘭州的羅克維爾。而傑特第一次接觸吉他就在她14歲該年，但她上了幾堂結他課後因為她的教官不斷要求傑特學習民歌而退出，之後她在鎮內的某個俱樂部做調酒師。但她的家人為了發掘傑特的音樂特點而再次移居到加利福尼亞州的洛杉磯。在洛杉磯，傑特最喜歡在夜晚去Rodney Bingenheimer's English Disco跳舞。而她比較崇拜在英國和歐洲的爆發性華麗搖滾風格，不過她並沒有打算離開美国，而且她覺得自己能夠聽到這種風格的音樂就只有Rodney Bingenheimer's English Disco，所以她希望能夠藉著這個迪斯可舞廳所播放的音樂來開發自己的形象。

### The Runaways
傑特於1975年末透過樂隊經理人金·福雷，聯同鼓手桑迪·威斯特、貝斯手積琪·福克斯、結他手莉達·福特和主音切莉·柯里組成全女子搖滾樂隊The Runaways。雖然最初傑特只為樂隊的節奏結他手兼和音，但她就為The Runaways寫下不少歌曲，而當中歌曲《Cherry Bomb》更為所有樂隊歌曲之中最受歡迎的一首。而在樂隊中期，隨著主音柯里離開，傑特就成為了整個樂隊的主音。而當傑特為The Runaways推出兩張以她為主音的專輯後，The Runaways最終於1979年春天解散。
而在The Runaways解散後不久，傑特就為病菌樂團製作了一張專輯(GI)。

### 瓊·傑特與黑心樂團（Joan Jett & the Blackhearts）
於1979年，傑特曾前往英國去追求獨唱生涯。在英國，她曾聯同英國樂隊性手槍的鼓手保羅·庫克和結他手史蒂夫·瓊斯錄製了三首曲，而其中一首就是由英國樂隊Arrows的歌曲《I Love Rock 'n' Roll》。其後傑特於同年年末回國，並於翌年前往紐約加入Blackheart Records唱片公司開始她的事業。同年，傑特就透過她的經理人兼唱片製作人肯尼·拉古納推出以自己的名義的第一張個人專輯，但因為沒有唱片公司對她感興趣，而且這張唱片比起較龐克化的The Runaways還傳統，不過因為這張專輯的推銷量不錯，而引起另一間唱片公司Boardwalk Records留意，結果這間唱片公司於翌年以《Bad Reputation》再次推出，更令這專輯的推銷量提升到全國專輯排名榜第51位。